# Saline (Michigan)
Saline is een plaats (city) in de Amerikaanse staat Michigan, en valt bestuurlijk gezien onder Washtenaw County.

## Demografie
Bij de volkstelling in 2000 werd het aantal inwoners vastgesteld op 8034.
In 2006 is het aantal inwoners door het United States Census Bureau geschat op 8817, een stijging van 783 (9.7%).

## Geografie
Volgens het United States Census Bureau beslaat de plaats een oppervlakte van
12,1 km², waarvan 12,0 km² land en 0,1 km² water. Saline ligt op ongeveer 250 m boven zeeniveau.

## Plaatsen in de nabije omgeving
De onderstaande figuur toont nabijgelegen plaatsen in een straal van 20 km rond Saline.